# Лозице
Лозице (лат. Vitaceae) представљају породицу скривеносеменица, представљену дрвенастим пењачицама са једнополним или двополним цветовима. Плод је бобица. Породица обухвата око 650 врста распрострањених у тропским и суптропским областима, између осталих и винову лозу.

## Лозице као орнамент
- Петолисна лозица(Parthenocissus sp.)